# بوبوصورات
البوبوصورات (الاسم العلمي:†Poposauridae) هي فصيلة منقرضة من الزواحف تتبع نظيرات أشباه التمساحيات.

## الأجناس
- البوبوصور